# Yasmin al Qadhi
Yasmin al Qadhi és una periodista iemenita que rescata nens soldats. Va ser escollida Dona Coratge el març de 2020. Va néixer vora el 1986 i va créixer en una zona rural. El seu pare la va animar a pensar en una carrera professional malgrat les crítiques a què es va enfrontar per permetre treballar a les seves filles. Va assistir a una universitat a Sanà.
Va treballar per a diversos diaris locals i va ser una de les primeres a parlar a la batejada com a plaça del Canvi i una de les primeres dones periodistes a informar sobre la primavera àrab. Ella i la seva germana, Entisar al Qadhi, van crear la Marib Girl's Foundation el 2010, però no va reeixir. El projecte es va recuperar el 2015 quan va esclatar la guerra al Iemen i les germanes van poder veure la necessitat de tornar a activar l'entitat. Yasmin al Qadhi havia perdut el seu nebot de 15 anys a l'exèrcit. La pressió dels companys el va portar a allistar-se i els reclutadors no el van rebutjar, tot i ser massa jove.
Ella i la seva germana treballen amb l'exèrcit iemenita per reduir el nombre de nens soldats. Tenen com a objectiu evitar que els nens siguin reclutats, i treballen amb comandants de l'exèrcit per aconseguir l'alliberament de nens soldats reclutats.
Va ser una de les productores d'una pel·lícula que explicava els problemes que enfrontaven les dones i els nens desplaçats per la guerra. Com que sap que les dones estan disposades a recórrer llargues distàncies per estudiar a la universitat, la seva fundació anima a empresaris a contractar-les, ja que aquestes dones no volen ser meres espectadores del futur del Iemen.
El 4 de març de 2020 va rebre el Premi Internacional Dona Coratge, atorgat per la Secretaria d'Estat dels Estats Units. Després del guardó, va viatjar a San Diego, on va rebre una visita de quatre dies organitzada pel San Diego Diplomacy Council.